# SpVgg Bayreuth
Maillots
Actualités
Le SpVgg Bayreuth est un club de football allemand basé à Bayreuth en Bavière.
À l'origine ce club était une section du Freie Turner Bayreuth, renommé TuSpo 1898 Bayreuth en 1919.
Ce club passa de nombreuses saisons au 2e niveau du football allemand, avant de reculer dans la hiérarchie vers la fin de la première décennie du XIXe siècle.

## Repères historiques
- 1898 - 13/12/1898, fondation du FREIE TURNER BAYREUTH.
- 1919 - 23/09/1919, FREIE TURNER BAYREUTH fut renommé TURN-und SPORTEREIN 1898 BAYREUTH. Ce club dispose de plusieurs "sections" dont une dans la "Altstadt" (vieille ville).
- 1921 - la section du TuSpo 1898 Bayreuth d'Alstadt prit le nom de SPORTVEREININGUNG BAYREUTH en absorbant le FUSSBALL CLUB STERN BAYREUTH.
- 1925 - SPORTVEREININGUNG BAYREUTH prit son indépendance et dint un club à part entière.
- 1933 - Après l'arrivée au pouvoir des Nazis, SPORTVEREININGUNG BAYREUTH, d'obédience socialiste fut dissous.
- 1945 - reconstitution du SPORTVEREININGUNG BAYREUTH.

## Histoire
À l'origine, ce club était une section du TuSpo 1898 Bayreuth, un club fondé en 1898 sous l'appellation FT Bayreuth. Créé par le mouvement ouvrier, le TuSpo 1898 s'était très développé et avait créé des sections dans différentes communes de la localité. Celle de la commune dite de « Altstadt » (vieille ville), prit le nom de SpVgg Bayreuth vers 1921 puis, à la suite de désaccords internes devint un club indépendant en 1925.
En 1933, dès leur arrivée au pouvoir, les Nazis décrétèrent l'interdiction de tous les syndicats et mouvements d'obédience communiste et/ou socialistes. Les clubs et associations étiquetés de "gauche" furent dissous séance tenante. Le TuSpo 1898 Bayreuth et le SpVgg Bayreuth furent du nombre.
Le club fut reconstitué dès 1945. Dans les années 1950, la section football accéda à la 1. Amateurliga Nordbayern, une ligue alors située au troisième rang de la hiérarchie de l'époque.
En 1959, le SpVgg Bayreuth remporta le titre bavarois et se classa second du tour final derrière le FC Singen 04. Grâce à ce résultat, le club fut promu en 2. Oberliga Süd. il y évolua trois saisons puis redescendit.
En 1969, le SpVgg Bayreuth remonta au deuxième niveau qui était alors la Regionalliga Süd, mais fut relégué directement. Le club remonta dès 1971 et s'installa dans la première partie du tableau.
En 1974, à la suite d'une cinquième place finale, le SpVgg Bayreuth fut qualifié pour devenir un des fondateurs de la 2. Bundesliga Süd.
En 1979, le SpVgg termina vice-champion de la 2. Bundesliga Süd derrière TSV 1860 München. Il joua un barrage pour la montée contre le vice-champion du Groupe Nord. Après un partage (1-1) à domicile, il s'inclina (2-1) au FC Bayer 05 Uerdingen. Deux ans plus tard, malgré une recul vers le milieu de tableau, le SpVgg Bayreuth fut retenu pour rester au sein d'une 2. Bundesliga qui était ramené à une seule poule la saison suivante. Celle-ci fut fatale au club qui termina dernier des 20 formations participantes. Il descendit en Oberliga Bayern, une ligue créée en 1978.
Le SpVgg Bayreuth fut champion en Oberliga en 1985 et joua le tour final pour la montée en 2. Bundesliga (à cette époque, il n'y avait pas de promu direct entre le 3e et le 2e niveau). Vainqueur de son groupe devant le Viktoria Aschaffenburg, il remonta dans l'antichambre de l'élite du football allemand. Ne pouvant mieux qu'une 18e place sur 20, il redescendit immédiatement en compagnie des clubs berlinois du Hertha et du Tennis Borussia et du MSV Duisburg.
Le club reconquit le titre de l'Oberliga Bayern dès 1987, finit deuxième de son groupe du tour final derrière les Kickers Offenbach et put remonter.
17e la saison suivante, il put néanmoins se maintenir car le Rot-Weiss Oberhausen ne reçut pas la licence nécessaire pour jouer en 2. Bundesliga. En 1989, le SpVgg fut sauvé pour la même raison. Cette fois, ce fut les Kickers Offenbach qui ne reçurent pas la précieuse licence.
En 1990, il n'y eut plus de "miracles", le club fut relégué. La belle période se termina. La saison suivante, il se sauva de justesse en Oberliga Bayern. Après une saison plus calme, il échappa encore de peu à la relégation en 1993.
En 1994, la Deutscher Fussball Bund restructura ces ligues à la suite du retour trois ans plus tôt de nombreux clubs de l'ex-RDA. Les Regionalligen furent instaurées au 3e niveau. Le SpVgg Bayreuth n'en fit pas partie, il fut maintenu en Oberliga Bayern, mais cette ligue était alors au quatrième niveau.
Après un titre de vice-champion en 1995, le SpVgg Bayreuth descendit en Amateurliga Bayern en 1997. Il remonta l'année suivante mais fut directement relégué.
Le club réintégra le 4e niveau en 2001, s'installa dans la première partie du classement, puis fut champion en 2005 et monta en Regionalliga Süd. Se classant 10e sur 18 au 3e niveau, à la fin de la saison suivante, le club ne reçut pas sa licence et fut rétrogradé.
À la fin de la saison 2007-2008, alors qu'était créée la 3. Liga en tant que troisième division, le SpVgg Bayreuth fut champion en Oberliga Bayern. Mais en raison de ses difficultés financières récurrentes, le club n'obtint pas la licence requise et ne monta pas vers la Regionalliga Süd Il fut maintenu en Oberliga Bayern qui devenait une série de niveau 5. Cette ligue fut ensuite renommée Bayernliga.
En 2010-2011, le SpVgg Bayreuth évolue en Bayernliga, soit au 5e niveau de la hiérarchie de la DFB. En 2022, le club est promu en troisième division allemande.

## Palmarès
- Champion de la 1. Amateurliga Bayern (III): 1959, 1969.
- Vice-champion de la 2. Bundesliga Süd (II): 1979.
- Champion de l'Oberliga Bayern (III): 1985, 1987.
- Champion de l'Oberliga Bayern (IV): 2005, 2008.
- Vice-champion de l'Oberliga Bayern (IV): 1995.